# فهرست آثار ملی شهرستان رامیان
شهرستان رامیان یکی از شهرستان‌های ایران در استان گلستان است. شهر رامیان مرکز این شهرستان است.

## آثار ثبت‌شده
| ردیف | نام اثر                     | نگاره          | دیرینگی                               | موقعیت                                                                                             | شمارهٔ ثبت | تاریخ ثبت  | منبع  |
| ---- | --------------------------- | -------------- | ------------------------------------- | -------------------------------------------------------------------------------------------------- | --------- | ---------- | ----- |
| ۱    | تپه خوش ییلاق               | بارگذاری تصویر | هزاره یک ق‌م                           | شهرستان آزاد شهر، جاده شاهرود، روستای خوش ییلاق                                                    | ۸۸۶۳      | ۱۳۸۲/۰۳/۱۰ | [ ۱ ] |
| ۲    | حمام رامیان                 | بارگذاری تصویر | قاجاریه                               | شهر رامیان، بخش مرکزی، ضلع غربی محله کهنه بازار                                                    | ۸۸۶۴      | ۱۳۸۲/۰۳/۱۰ | [ ۲ ] |
| ۳    | تپه کاجی                    |                | تاریخی ـ اسلامی                       | شهرستان رامیان، بخش خان ببین، دو کیلومتری شمال روستای لاله باغ                                     | ۹۷۴۳      | ۱۳۸۲/۰۵/۲۷ |       |
| ۴    | تپه دارکلاته                |                | تاریخی                                | شهرستان رامیان، بخش خان ببین، غرب روستای دارکلاته                                                  | ۹۷۴۴      | ۱۳۸۲/۰۵/۲۷ |       |
| ۵    | تپه نورآباد                 |                | پیش از تاریخ ـ تاریخی                 | شهرستان رامیان، بخش خان ببین، ابتدای جاده روستای مازیاران                                          | ۹۷۴۵      | ۱۳۸۲/۰۵/۲۷ |       |
| ۶    | تپه اشرفیون                 |                | هزاره یک ق‌م ـ تاریخی                  | شهرستان رامیان، بخش مرکزی، دهستان دلند، ۳ کیلومتری جنوب شرقی روستای تاتار علیا                     | ۱۲۲۵۱     | ۱۳۸۴/۰۴/۳۰ |       |
| ۷    | تاتار علیا (روستای باستانی) |                | هزاره یک ق‌م ـ تاریخی                  | شهرستان رامیان، بخش مرکزی، دهستان دلند، ۲/۵ کیلومتری جنوب شرقی تاتار علیا (روستای باستانی)         | ۱۲۲۵۲     | ۱۳۸۴/۰۴/۳۰ |       |
| ۸    | تپه مرسل صلاحی              |                | پیش از تاریخ تااسلامی                 | شهرستان رامیان، بخش فتدرسک، شهر خان ببین، متصل به اردوگاه شهید چمران، ابتدای راه روستای تاتا رسفلی | ۱۲۲۵۳     | ۱۳۸۴/۰۴/۳۰ |       |
| ۹    | تپه منتظری ۳                |                | تاریخی ـ اسلامی                       | شهرستان رامیان، بخش فندرسک، دهستان فندرسک شمالی، دو کیلومتری شمال روستای میان کاله                 | ۱۲۲۵۴     | ۱۳۸۴/۰۴/۳۰ |       |
| ۱۰   | تپه لاله باغ                |                | پیش از تاریخ ـ تاریخی                 | شهرستان رامیان، بخش فندرسک، دهستان فندرسک شمالی، ۱/۳ کیلومتری شمال روستای لاله باغ                 | ۱۲۲۵۵     | ۱۳۸۴/۰۴/۳۰ |       |
| ۱۱   | تپه مزار لی تپه             |                | تاریخی                                | شهرستان رامیان، بخش مرکزی، دهستان دلند، دو کیلومتری شمال روستای تاتار سفلی                         | ۱۲۲۵۶     | ۱۳۸۴/۰۴/۳۰ |       |
| ۱۲   | ایشان تپه                   |                | هزاره یک ق‌م ـ تاریخی                  | شهرستان رامیان، بخش مرکز، دهستان دلند، روستای تاتارسفلی، ۱ک م شمال غرب روستا                       | ۱۲۲۵۷     | ۱۳۸۴/۰۴/۳۰ |       |
| ۱۳   | قلیچ محمد حاجی تپه          |                | پیش از تاریخ                          | شهرستان رامیان، بخش مرکزی، دهستان دلند، ۵۰۰ م شمال شرق روستای تاتارسفلی                            | ۱۲۲۵۸     | ۱۳۸۴/۰۴/۳۰ |       |
| ۱۴   | تپه حاج رجب                 |                | پیش از تاریخ ـ تاریخی                 | شهرستان رامیان، بخش فندرسک، ۴۰۰م شمال شهر، خان ببین                                                | ۱۲۲۵۹     | ۱۳۸۴/۰۴/۳۰ |       |
| ۱۵   | چغندر تپه ۱                 |                | تاریخی ـ اسلامی                       | شهرستان رامیان، بخش فندرسک، دهستان فندرسک شمالی، ۲/۲ کیلومتری شمال روستای میان کاله                | ۱۲۲۶۰     | ۱۳۸۴/۰۴/۳۰ |       |
| ۱۶   | تپه منتظری ۱                |                | عصر آهن ـ تاریخی ـ اسلامی             | شهرستان رامیان، بخش فندرسک، دهستان فندرسک شمالی، یک کیلومتری شمال روستای میان کاله                 | ۱۲۲۶۱     | ۱۳۸۴/۰۴/۳۰ |       |
| ۱۷   | تپه حاج محمدحسین            |                | هزاره یک ق‌م                           | شهرستان رامیان، بخش مرکزی، دهستان دلند، جنوب روستای تاتار علیا به تاتارسفلی                        | ۱۲۲۶۲     | ۱۳۸۴/۰۴/۳۰ |       |
| ۱۸   | پلوتپه                      |                | هزاره اول پیش از تاریخ ـ تاریخی       | شهرستان رامیان، بخش مرکزی، دهستان دلند، ۲/۳ کیلومتری شمال روستای تاتارعلیا                         | ۱۳۴۳۵     | ۱۳۸۴/۰۷/۰۶ |       |
| ۱۹   | نی‌تپه                       |                | پیش از تاریخ ـ هزاره اول پیش از میلاد | شهرستان رامیان، بخش فندرسک، دهستان فندرسک شمالی، ۳۰۰ م شمال شرقی روستای نی‌تپه                      | ۱۳۴۳۶     | ۱۳۸۴/۰۷/۰۶ |       |
| ۲۰   | تپه مشهد                    |                | پیش از تاریخ ـ عصرآهن ـ تاریخی        | شهرستان رامیان، بخش فندرسک، دهستان دلند، دو کیلومتری جنوب روستای تاتارسفلی                         | ۱۳۴۳۷     | ۱۳۸۴/۰۷/۰۶ |       |
| ۲۱   | تپه قلعه کنیزک ۲            |                | پیش از تاریخ ـ هزاره اول ـ تاریخی     | شهرستان رامیان، بخش مرکزی، ۱/۴ کیلومتری شمال شهر دلند                                              | ۱۳۴۳۸     | ۱۳۸۴/۰۷/۰۶ |       |
| ۲۲   | چولی تپه                    |                | پیش از تاریخ ـ اسلامی                 | شهرستان رامیان، بخش مرکزی، ۱/۵ کیلومتری جنوب شهر خان ببین                                          | ۱۳۴۳۹     | ۱۳۸۴/۰۷/۰۶ |       |
| ۲۳   | تپه کشتارگاه                |                | پیش از تاریخ ـ تاریخی                 | شهرستان رامیان، بخش مرکزی، ۱/۵ کیلومتری جنوب غرب رامیان                                            | ۱۳۴۴۰     | ۱۳۸۴/۰۷/۰۶ |       |
| ۲۴   | تپه باقرآباد                |                | عصرآهن ـ تاریخی ـ اسلامی              | ۱/۵ کیلومتری شمال شهررامیان، ۵۰۰ م جاده رامیان به محور آزادشهر، علی‌آباد                            | ۱۳۴۴۱     | ۱۳۸۴/۰۷/۰۶ |       |
| ۲۵   | تپه نقاره خانه              |                | هزاره اول پیش از تاریخ ـ تاریخی       | رامیان، حاشیه جنوب شرق شهر                                                                         | ۱۳۴۴۲     | ۱۳۸۴/۰۷/۰۶ |       |
| ۲۶   | تپه منتظری ۲                |                | پیش از تاریخ                          | شهرستان رامیان، بخش فندرسک، یک کیلومتری شمال روستای میان کاله                                      | ۱۳۴۴۳     | ۱۳۸۴/۰۷/۰۶ |       |
| ۲۷   | تپه سنگستان                 |                | هزا ره اول ق م                        | شهرستان رامیان، بخش فندرسک، ۱۰۰ م شمال غرب روستای سنگستان                                          | ۱۳۴۴۴     | ۱۳۸۴/۰۷/۰۶ |       |
| ۲۸   | تپه محمد چاروا              |                | پیش ازتاریخ ـ هزاره یک ق م            | شهرستان رامیان، بخش فندرسک، ۳۰۰ م شمال روستای محمد چاروا                                           | ۱۳۴۴۵     | ۱۳۸۴/۰۷/۰۶ |       |
| ۲۹   | چغندرتپه ۲                  |                | هزاره اول ق م تا اسلامی               | شهرستان رامیان، بخش فندرسک، دهستان فندرسک شمالی، ۲/۴ کیلومتری شمال روستای میان کاله                | ۱۳۴۴۶     | ۱۳۸۴/۰۷/۰۶ |       |
| ۳۰   | تپه قلعه کنیزک ۱            |                | تاریخی ـ اسلامی                       | شهرستان رامیان، بخش فندرسک، ۱/۲ک م شمال شهر دلند                                                   | ۱۳۴۴۷     | ۱۳۸۴/۰۷/۰۶ |       |
| ۳۱   | بوراق تپه                   |                | هزاره یک ق م                          | شهرستان رامیان، بخش مرکزی، دهستان دلند، ۱/۵ کیلومتری شمال غرب روستای تاتارعلیا                     | ۱۳۴۴۸     | ۱۳۸۴/۰۷/۰۶ |       |
| ۳۲   | تپه جهان تیغ                |                | تاریخی ـ اسلامی                       | شهرستان رامیان، بخش فندرسک، ۲/۴ کیلومتری شمال شهر دلند                                             | ۱۳۴۴۹     | ۱۳۸۴/۰۷/۰۶ |       |
| ۳۳   | سرخ تپه                     |                | پیش از تاریخ ـ اسلامی                 | شهرستان رامیان، بخش فندرسک، ۴ کیلومتری شمال شهر دلند                                               | ۱۳۴۵۰     | ۱۳۸۴/۰۷/۰۶ |       |
| ۳۴   | تپه قلعه بیانی              |                | هزاره یک ق م                          | شهرستان رامیان، بخش مرکزی، یک کیلومتری شمالغرب روستای توحیدآباد                                    | ۱۳۴۵۱     | ۱۳۸۴/۰۷/۰۶ |       |
| ۳۵   | تپه دهقان                   |                | تاریخی ـ اسلامی                       | شهرستان رامیان، بخش فندرسک، ۲/۳ کیلومتری شمال شهر دلند                                             | ۱۳۴۵۲     | ۱۳۸۴/۰۷/۰۶ |       |
| ۳۶   | تپه کردنگی تاتار            |                | تاریخی                                | شهرستان رامیان، بخش فندرسک، دهستان دلند، ۲/۵ کیلومتری جنوب روستای تاتارسفلی                        | ۱۳۴۵۳     | ۱۳۸۴/۰۷/۰۶ |       |
| ۳۷   | تپه دزیانی                  |                | پیش ازتاریخ ـ تاریخی                  | شهرستان رامیان، بخش مرکزی، دهستان دلند، دو کیلومتری جنوب غرب روستای توحید آباد                     | ۱۳۴۵۴     | ۱۳۸۴/۰۷/۰۶ |       |
| ۳۸   | قورچی تپه                   |                | پیش از تاریخ ـ تاریخی                 | شهرستان رامیان، بخش مرکزی، داخل بافت روستای تاتارعلیا                                              | ۱۳۴۵۵     | ۱۳۸۴/۰۷/۰۶ |       |